# Les Fantômes
Les Fantômes è un film del 2024 diretto da Jonathan Millet, al suo esordio alla regia di un lungometraggio.

## Trama
Hamid, membro di un'organizzazione segreta che dà la caccia ai criminali di guerra siriani, scopre che l'uomo che l'ha torturato nella famigerata prigione di Saydnaya vive sotto falsa identità a Strasburgo.

## Colonna sonora
La colonna sonora del film è stata composta dal DJ francese Yuksek.

### Tracce
1. Ses Yeux – 1:36
2. Les Fantômes – 2:44
3. Le Sac – 2:27
4. Lui – 2:20
5. Le Couteau – 1:51
6. Tramway – 1:34
7. Mon Deuil – 0:53

Durata totale: 13:25

## Distribuzione
Il film è stato presentato in anteprima il 15 maggio 2024 alla Settimana internazionale della critica della 77ª edizione del Festival di Cannes. È stato distribuito nelle sale cinematografiche francesi dalla Memento a partire dal 3 luglio 2024.

## Riconoscimenti
- 2025 – Premio César[6]
  - Candidatura per la migliore promessa maschile ad Adam Bessa
  - Candidatura per la migliore opera prima
- 2025 – Premio Lumière[7]
  - Candidatura per il miglior attore ad Adam Bessa
  - Candidatura per la migliore sceneggiatura a Jonathan Millet e Florence Rochat
  - Candidatura per la migliore opera prima
  - Candidatura per la migliore musica a Yuksek